# Gamasomorpha kraepelini
Gamasomorpha kraepelini är en spindelart som beskrevs av Simon 1905. Gamasomorpha kraepelini ingår i släktet Gamasomorpha och familjen dansspindlar. Inga underarter finns listade i Catalogue of Life.